# Batak (Bulgarije)
Batak (Bulgaars: Батак) is een stadje in de Bulgaarse oblast Pazardzjik. Batak is de hoofdplaats van de gelijknamige gemeente Batak, bestaande uit twee dorpen: Fotinovo (c. 500 inw.) en Nova Machala (c. 2.000 inw.). Batak ligt ten noordwesten van de Rodopegebergte en is gelegen in een relatief bergachtig gebied. Ongeveer 90% van het grondgebied is bedekt met bossen. Batak ligt 15 kilometer ten zuiden van Pesjtera en 33 kilometer ten zuiden van Pazardzjik.

## Ligging
De gemeente ligt in het zuidoostelijke deel van de oblast Pazardzjik. Met een oppervlakte van 677,310 km² is het de grootste van de 12 gemeenten van de oblast en beslaat 15,12% van het totale grondgebied. De grenzen zijn als volgt:
- in het zuidwesten - gemeente Sarnitsa;
- in het noordwesten - gemeente Velingrad en gemeente Rakitovo;
- in het noorden - de gemeente Pesjtera en de gemeente Bratsigovo;
- in het oosten - gemeente Devin, oblast Smoljan;
- in het zuidoosten - gemeente Borino, oblast Smoljan;
- in het zuiden - gemeente Dospat, oblast Smoljan.

## Bevolking
Op 31 december 2020 telde de stad Batak 2.650 inwoners en de gemeente Batak zo'n 5.130 inwoners. In 2011 woonden er nog 3.353 personen in de stad Batak en 6.144 personen in de gemeente Batak.
| Jaar           | 1934  | 1946  | 1956   | 1965   | 1975  | 1985  | 1992  | 2001  | 2011  | 2020  |
| stad Batak     | 5 480 | 5 783 | 10 372 | 6 678  | 5 839 | 5 080 | 4 588 | 4 143 | 3 353 | 2 650 |
| gemeente Batak | 8 159 | 8 779 | 13 758 | 10 542 | 9 445 | 8 585 | 7 639 | 7 189 | 6 144 | 5 130 |

### Etnische groepen
In de gemeente Batak wonen vooral twee etnische groepen: Bulgaren en Turken. Volgens de officiële volkstellingen van 1992, 2001 en 2011 is het aantal Bulgaren in de gemeente Batak in absolute en relatieve zin afgenomen, terwijl het aantal Turken in dezelfde periode eerst licht toenam, om vervolgens te dalen. Echter is her percentage Turken in de totale bevolking wel toegenomen van 35% naar tussen de 38% en 40% van de bevolking. Ook het aantal Roma is tussen 1992 en 2011 snel gestegen: van 30 personen naar 211 personen.
| Etnische groep   | volkstelling 1992 | volkstelling 1992 | volkstelling 2001 | volkstelling 2001 | volkstelling 2011 | volkstelling 2011 | volkstelling 2011  |
| Etnische groep   | Aantal            | %                 | Aantal            | %                 | Aantal            | % (totaal)        | % (gespecificeerd) |
| ---------------- | ----------------- | ----------------- | ----------------- | ----------------- | ----------------- | ----------------- | ------------------ |
| Bulgaren         | 4.862             | 63,65             | 4.283             | 59,58             | 3.285             | 53,47             | 55,92              |
| Turken           | 2.710             | 35,48             | 2.720             | 37,84             | 2.356             | 38,34             | 40,11              |
| Roma             | 30                | 0,39              | 151               | 2,10              | 211               | 3,43              | 3,59               |
| Andere groepen   | 37                | 0,48              | 14                | 0,19              | 9                 | 0,15              | 0,15               |
| Onbekend         | .                 | .                 | 3                 | 0,04              | 13                | 0,21              | 0,22               |
| Ongespecificeerd | .                 | .                 | 18                | 0,25              | 270               | 4,39              | .                  |
| Totaal           | 7.639             | 100,00            | 7.189             | 100,00            | 6.144             | 100,00            | 100,00             |

### Religie
De laatste volkstelling werd uitgevoerd in februari 2011 en was optioneel. Van de 6.144 inwoners reageerden er 5.404 op de volkstelling. Van deze 5.404 respondenten waren er 2.940 lid van de Bulgaars-Orthodoxe Kerk, oftewel 54,4% van de bevolking. Daarnaast werden er 2.356 moslims geregistreerd, oftewel De rest van de bevolking had een andere geloofsovertuiging of was niet religieus. 
| Religieuze samenstelling in februari 2011 | Religieuze samenstelling in februari 2011 | Religieuze samenstelling in februari 2011 | Religieuze samenstelling in februari 2011 | Religieuze samenstelling in februari 2011 |
| ----------------------------------------- | ----------------------------------------- | ----------------------------------------- | ----------------------------------------- | ----------------------------------------- |
|                                           |                                           |                                           |                                           |                                           |
| Bulgaars-Orthodoxe Kerk                   | Bulgaars-Orthodoxe Kerk                   |                                           | 54,4%                                     | 54,4%                                     |
| Katholieke Kerk                           | Katholieke Kerk                           |                                           | 0,1%                                      | 0,1%                                      |
| Protestantisme                            | Protestantisme                            |                                           | 0,1%                                      | 0,1%                                      |
| Islam                                     | Islam                                     |                                           | 43,6%                                     | 43,6%                                     |
| Geen                                      | Geen                                      |                                           | 0,3%                                      | 0,3%                                      |
| Anders/ Onbekend                          | Anders/ Onbekend                          |                                           | 1,5%                                      | 1,5%                                      |

Batak - Belovo - Bratsigovo - Lesitsjovo - Panagjoerisjte - Pazardzjik - Pesjtera - Rakitovo - Sarnitsa - Septemvri - Streltsja - Velingrad